# ルチジン
ルチジン（英語: lutidine）は、ピリジンのジメチル誘導体である。ルチジンは骨油 (Dippel's oil) の中から発見され、1851年にトーマス・アンダーソンによって化学式（C7H9N）が同じであるトルイジンのアナグラムとして命名された。化学的性質はピリジンと似ているが、メチル基の存在によりいくつかの反応が阻害される可能性がある。
ルチジンにはいくつかの異性体が存在する。
- 2,3-ルチジン（2,3-ジメチルピリジン）
- 2,4-ルチジン（2,4-ジメチルピリジン）
- 2,5-ルチジン（2,5-ジメチルピリジン）
- 2,6-ルチジン（2,6-ジメチルピリジン）
- 3,4-ルチジン（3,4-ジメチルピリジン）
- 3,5-ルチジン（3,5-ジメチルピリジン）

| ルチジン    |                      |                      |                      |                      |                      |                      |
| 物質名      | 2,3-ルチジン         | 2,4-ルチジン         | 2,5-ルチジン         | 2,6-ルチジン         | 3,4-ルチジン         | 3,5-ルチジン         |
| 系統名      | 2,3-ジメチルピリジン | 2,4-ジメチルピリジン | 2,5-ジメチルピリジン | 2,6-ジメチルピリジン | 3,4-ジメチルピリジン | 3,5-ジメチルピリジン |
| 構造式      |                      |                      |                      |                      |                      |                      |
| CAS登録番号 | 583-61-9             | 108-47-4             | 589-93-5             | 108-48-5             | 583-58-4             | 591-22-0             |

すべての異性体の分子量は 107.16 g/mol で化学式は C7H9N である。